# Niccolò Mannion
Niccolò Mannion (* 14. März 2001 in Siena) ist ein italienisch-US-amerikanischer Basketballspieler, der seit 2024 bei Olimpia Milano unter Vertrag steht.

## Laufbahn
Mannion besitzt die Staatsbürgerschaften Italiens und der Vereinigten Staaten. Seine Mutter Gaia Bianchi ist Italienerin und spielte Volleyball auf Profiebene. Sein aus Salt Lake City im US-Bundesstaat Utah stammender Vater Pace Mannion war Berufsbasketballspieler, der 1989 nach Italien kam. Mitte der 2000er Jahre zog die Familie von Italien in die Vereinigten Staaten: Zunächst nach Salt Lake City, später nach Scottsdale, Arizona.
Mannion spielte an der Pinnacle High School in Phoenix und war dort zeitweise Mannschaftskamerad von Josh Green. Beide standen 2019/20 ebenfalls gemeinsam im Aufgebot der University of Arizona. Mannion erzielte während seines einzigen Spieljahres im Schnitt 14 Punkte, 5,3 Korbvorlagen, 2,5 Rebounds und 1,2 Ballgewinne für Arizona. Er gab im Anschluss an seine Freshman-Hochschulsaison wie die Mannschaftskameraden Zeke Nnaji und Josh Green seine Teilnahme am Draftverfahren der NBA bekannt. Mannions Rechte gingen dabei an die Golden State Warriors, die Kalifornier wählten ihn an 48. Stelle aus. Sein Vater war 1983 von derselben Mannschaft ausgesucht worden und spielte in der Saison 1983/84 für Golden State. Ende November 2020 wurde Niccolò Mannion von den Kaliforniern mit einem Zweiwegevertrag ausgestattet, um auch in der NBA G-League bei den Santa Cruz Warriors eingesetzt werden zu können. Er bestritt in der Saison 2020/21 30 NBA-Spiele, in denen er im Durchschnitt 4,1 Punkte erzielte. Im August 2021 nahm er ein Angebot des italienischen Erstligisten Virtus Bologna an. Aufgrund einer Erkrankung verpasste er fast die gesamte Vorbereitung auf die Saison 2021/22 und hatte in Bologna zunächst einen schweren Stand. 2022 gewann er mit der Mannschaft den EuroCup. Im Spieljahr 2022/23 steigerte er sich, sammelte mit Bologna auch Erfahrung in der EuroLeague.
In der Sommerpause 2023 wechselte Mannion aus Italien nach Spanien, schloss sich Saski Baskonia an. Er kam dort wenig zum Einsatz und kehrte im Dezember 2023 in sein Geburtsland zurück, als er von Pallacanestro Varese verpflichtet wurde. Im Spieljahr 2023/24 führte Mannion die Korbjägerliste der Serie A mit 20,3 Punkten je Begegnung an.
Anfang November 2024 wurde er von Olimpia Mailand verpflichtet.

### Nationalmannschaft
Mannion nahm 2017 mit Italiens U16-Nationalmannschaft an der Europameisterschaft teil und war mit 19,9 Punkten je Turnierspiel vor Sasha Grant bester Korbschütze der Auswahl. Ende Juni 2018 gab er seinen Einstand in Italiens A-Nationalmannschaft und war mit 17 Jahren, drei Monaten und 17 Tagen der viertjüngste Spieler, der jemals ein A-Länderspiel für das Land bestritt. Im Sommer 2021 nahm er an den Olympischen Sommerspielen 2020 teil. Er brachte es in vier Turnierspielen als zweitbester Korbschütze der italienischen Mannschaft auf einen Mittelwert von 12,5 Punkte je Begegnung.